# Louis Olinde
Louis Franklin Olinde (Amburgo, 19 marzo 1998) è un cestista tedesco.

## Palmarès
- Campionato tedesco: 3

Brose Bamberg: 2016-17
Alba Berlino: 2020-21, 2021-22
- Coppa di Germania: 3

Brose Bamberg: 2017, 2018-19
Alba Berlino: 2021-22